# بذرالبنج شیرازی
بذرالبنج شیرازی، بذرالبنج ساقه‌نازک (نام علمی: Hyoscyamus tenuicaulis) نام یک گونه از سرده بذرالبنج است.